# بيتر ديميتر
بيتر ديميتر هو شخصية أعمال كندي، ولد في 19 أبريل 1933.